# Fritz Kalkbrenner
Fritz Kalkbrenner (ur. w 1981 w Berlinie w Niemczech) – niemiecki producent muzyczny, muzyk oraz wokalista. Jest bratem muzyka i producenta muzyki techno Paula Kalkbrennera, z którym wyprodukował hit Sky and Sand. W swoich solowych projektach łączy rytmy techno z elementami melodyjnymi.

## Dyskografia (wybrane)

### Albumy
- 2018: Fritz Kalkbrenner – Drown (Soul)
- 2016: Fritz Kalkbrenner – Grand Départ (Suol)
- 2014: Fritz Kalkbrenner – Ways Over Water (Suol)[2]
- 2012: Fritz Kalkbrenner – Sick Travellin’ (Suol)
- 2010: Fritz Kalkbrenner – Here Today Gone Tomorrow (Suol)

### Single i EPki
- 2017: Fritz Kalkbrenner – Inside (Suol)
- 2016: Fritz Kalkbrenner – In This Game
- 2015: Fritz Kalkbrenner – One Of These Days
- 2015: Fritz Kalkbrenner – Void (Suol)[3]
- 2014: Fritz Kalkbrenner – Back Home (Suol)
- 2012: Fritz Kalkbrenner – Little By Little (Suol)
- 2012: Fritz Kalkbrenner – Get a Life (Suol)
- 2011: Fritz Kalkbrenner – Wes EP (Suol)
- 2011: Fritz Kalkbrenner – Right in the Dark (Suol)
- 2011: Fritz Kalkbrenner – Kings in Exile (Suol)
- 2010: Fritz Kalkbrenner – Facing the Sun (Suol)
- 2010: Chopstick & Johnjon feat. Fritz Kalkbrenner – Keep On Keepin' On (Suol)
- 2010: Fritz Kalkbrenner – The Dead End EP (Suol)
- 2009: Fritz Kalkbrenner – Wingman EP (Baalsaal Music)
- 2009: Chopstick & Johnjon feat. Fritz Kalkbrenner – A New Day (Baalsaal Music)
- 2009: Paul Kalkbrenner & Fritz Kalkbrenner – Sky and Sand (BPitch Control)
- 2004: DJ Zky / Fritz Kalkbrenner – Stormy Weather (Cabinet Records)

### DJ-Mix
- 2012: Fritz Kalkbrenner – Suol Mates (Suol)